# Алфонс дьо Ламартин
Алфонс дьо Пра дьо Ламартин (на френски: Alphonse Marie Louis de Prat de Lamartine) е френски поет романтик, член на Френската академия и политик в годините на създаване на Втората френска република.

## Ранни години
Роден е в семейството на обеднели дворяни. В детството са му любими латинските класици, а от френските поети – Расин. Ламартин учи първо в Лион, а след това, в йезуитското училище в Бел. Завърнал се в родината, той изучава класическите автори, възхищава се от Русо и от Бернард дьо Сен-Пиер, и с увлечение възприема новите литературни повеи. Юношеските увлечения съставят сюжета на многочислени негови поеми. В разказите за Елвира, Леонора и Грациела, са предадени истински епизоди от живота на поета. Особена роля в живота на Ламартин играе любовта му към младата жена починала рано, възпята от него под името Елвира. Тъжните мечти за изгубеното щастие и печалната меланхолия са наложени на поезията на Ламартин и са го заставили да търси утеха в Бога. Много е пътешествал, живял е в Италия и изгражда дипломатическа кариера.

## Политическа дейност
В младостта си Ламартин служи в кралската гвардия, от 1823 до 1829 г. е секретар на посолствата във Неапол и във Флоренция. Премиерът княз Полиняк му предлага мястото на главен секретар на министъра на външните работи, но Ламартин отказва, тъй като не споделя реакционните възгледи на този кабинет. Разбирайки за Юлската революция, Ламартин подава оставка. От 1831 г. започва да се кандидатира за депутат в Националното събрание. Избран през 1833 г. за представител на Дюнкерк, в първата си реч се обявява за независим консерватор. В политиката е преди всичко моралист, в социалните въпроси е проповедник на прогрес и религиозна търпимост, защитник на свободата и пролетариата. Блестящите му речи вълнуват Палатата на депутатите и са били много четени.
Ламартин няма определени политически планове; поддържа консервативния кабинет на Моле, но когато му предлагат председателство на Националното събрание, отказва, заявявайки, че той е с напредничави убеждения, а те са консерватори. През 1840 г., противодействайки на политиката на Тиер по Източния въпрос, Ламартин се изказва за унищожаването на Османската империя, предлагайки да се даде Константинопол на Русия, Египет – на Англия, а Сирия – на Франция. От 1843 г. той става решителен противник на консервативното направление Гизо. Славата на Ламартин достига своя апогей през 1847 г., когато той издава „История на жирондистите“, която представлява апология на жирондистите.

### Втората република
След абдикацията на Луи-Филип (24 февруари 1848 г.) Ламартин решително въстава в Националното събрание против регентството на херцогиня Орлеанска и произнася гореща реч, предлагайки да се учреди временно правителство и да се свика Национално събрание. В качеството си на член на временното правителство, Ламартин се захваща с работата на министър на външните работи. Само под напора на обстоятелствата, Ламартин решава незабавно да провъзгласи република, в която той, благодарение на таланта и красноречието си, е посредник между консерваторите и крайните сили. В тези бурни дни Ламартин показва голямо мъжество и такт. На 25 февруари временното правителство е заплашено от опасността да бъде разгонено от народната тълпа, но Ламартин произнася знаменита реч, в която красноречиво описва ужасите на революцията и възпява трицветното знаме (в противоположност на червеното).
На 4 март Ламартин изпраща манифест в миролюбив дух към европейските монархии. Народните манифестации през март и април го заставят да прибегне към военна сила, при което спокойствието е възстановено, но популярността му намалява. Въпреки това е избран в 10 департамента за депутат в Учредителното събрание и в Националното събрание, като член на изпълнителната комисия. Негова политическа заслуга е отмяната на робството и смъртното наказание, както и формулирането на правото на работа в националните програми за заетост.
Въстанието от 15 май е потушено благодарение на разпорежданията на Ламартин. Това е неговият последен ден на слава. Желаейки всички да стигнат до разбирателство, той не успява да удовлетвори никого. Политически идеалист, който подкрепя демокрацията и пацифизма, той заема умерена позиция по повечето въпроси и губи подкрепа. Събранието отхвърля предложението му за недопускане в неговата среда на Луи-Бонапарт, а сближаването на Ламартин с Ледрю-Ролен и генерал Кавиняк отблъсква от него и консерваторите, и радикалите. Юнските дни полагат основата на края на неговото участие в управлението. Във въпроса за избор на президент на републиката, Ламартин се разминава с Греви, който предлага избирането на президент на републиката да се предостави не на народа, а на Националното събрание. На изборите за президент през декември 1848 Ламартин получава по-малко от 19 000 гласа. Той не е избран дори в Законодателното събрание от 1849 г., въпреки че отново се кандидатира в десет департамента. Малко след това се оттегля от политиката и се отдава на литературата.

## Творчество
През 1820 г. излиза неговият първи сборник със стихове: „Поетически съзерцания“, посрещнат е веднага с огромен успех. Следват произведенията: „Нови поетически съзерцания“ (1823), „Хармонии“ (1835), „Жослен“ (1835), „Падането на един ангел“ (1838) и „Поетически сборници“ (1839). През 1829 г. Ламартин е избран за член на френската академия; През 1832 г. той извършва голямо пътешествие на Изток. Минава през Пловдив, където отсяда за 3 дни в къщата на Георги Мавриди и описва това в „Пътуване на Изток“ (1835). Годините от 1839 до 1849 г. са период на разцвет на политическата дейност на Ламартин.
Неговият талант в много отношения не отстъпва на Виктор Юго, но по своя артистичен темперамент Ламартин не е водач на школа; това го отличава от Юго и определя неговото положение към романтизма. Той е стоял извън литературните разпри на своето време и сам е наричал себе си дилетант. В своите първи стихотворения Ламартин подражава на Волтер, Парни и на смехотворния жанр на Гресе. Големите негови философски поеми в александрински стихове, „Човекът“, „Молитвата“, „Безсмъртието“, неговите оди, например „Въодушевление“ и някои от строфите повтарят маниера на Жан Батист Русо и други поети от XVIII в. Шатобриан, Гьоте и Мадам дьо Стал са го приобщили към духа на времето; под тяхното влияние е укрепнал лирическият талант на Ламартин, търсейки само рамка за отразяване на вътрешния мироглед.
Тема на неговата поезия, субективна и отчасти ораторска, е станала набелязаната още преди него от мадам дьо Стал „загадъчна човешка съдба“; нейното главно съдържание е „тъжното съзерцателно настроение, уединението в горите, безпределността на хоризонта, звездното небе, вечността и безкрайността, таящи се в душата на християнина“. Шатобриан внася идеята за християнството в художествената проза, Ламартин внася дълбоко християнско настроение в поезията; тези черти обединяват двама велики представители на романтизма. Но Шатобриан, поет на страстта и на ярките багри, вкарва в религията елемент на любовта и страстта, неговото християнство е пълно с чувственост и жизнерадост; Ламартин, за когото вярата е свързана с природния инстинкт и възпитанието, възпява любовта, пречистена и одухотворена от смъртта и близостта на приближаващата се или вече настъпила смърт.
Това е тази лична нотка, която Ламартин внася в романтичната поезия: създава елегията. „Езеро“, „Усамотение“, „На Елвира“, „Долината“, Crucifix и др. са вечните паметници на неговата слава и излъчват неподправено, искрено чувство, много повече от дългите му поеми „Жослен“ и „Падането на един ангел“, където поетическите красоти се редуват с реторическа декламация. В поезията на Ламартин жената е посредница между земния живот и висшия божествен свят; мъката при мисълта за загубата на възлюбената обагрят дълбоката вяра в безсмъртието. Съчетанието на поетическа меланхолия с инстинктивна вяра съставят главното обаяние на поезията на Ламартин. В лирическите му сборници, излезли след първия „Поетически съзерцания“, религиозното настроение се усилва и се излива в химни, проникнати от християнско смирение. „Хармонии“ е по-музикално по език, но не отстъпват на „Поетически съзерцания“ по нежност на формата.
Литературното значение на Ламартин е основано най-вече на неговите първи стихотворни сборници. Френската критика единодушно го признава за един от най-великите поети на Франция.
Връщайки се към литературната си дейност след 1849 г., той основава и редактира политическото списание Conseiller du peuple (Съветник на народа). В него през 1851 г. Civilisateur има интересни биографии на велики хора, любопитна е тази на Цезар, всъщност сатира против Наполеон. През 1848 г. Ламартин пише Trois mois au pouvoir (Три месеца във властта), а през 1849 г. – Histoire de la révolution de février (История на февруарската революция). В Histoire de la Russie през 1855 г., Histoire de la Turquie (История на Турция), Histoire des Constituants е изразен упадъкът на таланта на Ламартин. В неговата Histoire de la Restauration (История на Реставрацията) от 1851 до 1863 г. има много драматични страници и художествени очерци, но без научно значение.

## В България
Българите и тяхната участ присъстват в трудовете на Ламартин „Пътуване в Ориента“ (1835 г.), „Възгледи, речи и статии върху Източния въпрос“ (1840 г.) и „История на Турция“ (1854/1855 г.).
Ламартин определя отношението си към българите още по време на първото си преминаване през българските земи (1832/1833 г.). Той се спира в Пловдив, Пазарджик и с. Ветрен, където лежи болен известно време. Своите впечатления той споделя откровено с читателите си: „Аз успях да изуча тук (в Йеникьой – Ветрен), в самите семейства, нравите на българите; това са нравите на нашите, швейцарски и савойски селяни. Те са обикновени хора, приятни, работливи, пълни с уважение към своите свещеници и с вдъхновение към своята вяра ... Свещениците са също обикновени работливи селяни като тях. Българите са няколко милиона и се увеличават непрекъснато; те живеят в големите села и малките градове отделени от турците... Жените и момичетата са облечени почти като тези от планините на Швейцария. Те са красиви, живи, грациозни.“ 
Той признава политическите и духовните качества на българите и прозира тяхното по-светло бъдеще: „Те (българите) презират и мразят турците; те са узрели напълно за независимост и образуват заедно със сърбите, техните съседи, основите на бъдещите държави в Европейска Турция. Страната, която населяват, ще стане скоро възхитителна градина, ако безогледното и групово потисничество – не на турското правителство, а на турската администрация – ги остави да обработват земята с малко по-голяма сигурност; те са влюбени в земята ...“ 
Още по-конкретен и ясен е Ламартин в реч на трибуната във френския парламент (1834 г.): „Това е една многобройна нация, честна, работлива, която повече не възприема турците и се надява да ги отхвърли веднага.“
Първият превод на книга от Ламартин излиза още преди Освобождението, а до края на века се появяват още негови съчинения. В по-ново време стихове на Ламартин излизат в преводи от Кирил Кадийски.

### История
- Sur la politique rationnelle (1831)
- Histoire des Girondins (1847)
- L'Histoire de la révolution de 1848 (1849)
- Histoire de la Restauration en huit volumes (1851),
- Histoire des Constituants (1853),
- Histoire de la Turquie (1853 – 1854),
- Histoire de la Russie (1855).
- Cours familier de littérature (1856)

### Мемоари, автобиографии и пътеписи
- Voyage en Orient (1835)
- Trois Mois au pouvoir (1848)
- Histoire de la révolution de 1848 (1849)
- Confidences contenant le récit de Graziella (1849)
- Nouvelles Confidences contenant le poème des Visions (1851)
- Nouveau Voyage en Orient (1850)
- Mémoires inédits (1870)

### Биографии
- Le Civilisateur, Histoire de l'humanité par les grands hommes, 1852-1854, 3 vols
  - I, 1852: «Jeanne d'Arc», «Homère», «Bernard Palissy», «Christophe Colomb», «Cicéron», «Gutemberg»
  - II, 1853: «Héloïse», «Fénelon», «Socrate», «Nelson», «Rustem», «Jacquard», «Cromwell»
  - III, 1854: «Cromwell», «Guillaume Tell», «Bossuet», «Milton», «Antar», «Madame de Sévigné
- Christophe Colomb (1853)
- Cristóbal Colon, (Откриването на Америка, 1867-Първо издание-на испански-4 тома)
- Hernan Cortes, (Откриване и завладяване на Мексико – Драматичен разказ в присъствието на произведенията на Ламартин, Шатобриан, Солис), 1869. Първо издание, на испански, 4 тома)

### Лирическа, епична и религиозна поезия
- La fenêtre de la maison paternelle (1816)
- Les Méditations poétiques (1820)
- La Pervenche (1821)
- Les Nouvelles Méditations (1823)
- La mort de Socrate (1823)
- Le Dernier Chant du pèlerinage d'Harold (1825)
- Épîtres (1825)
- Harmonies poétiques et religieuses (1830)
- Jocelyn (1836)
- La chute d'un ange (1838)
- Recueillements poétiques (1839)
- Le Désert, ou l'Immatérialité de Dieu (1856)

## Романи в проза
- Raphaël (1849)
- Geneviève, histoire d'une servante (1851)
- Le tailleur de pierre de Saint-Point (1851)
- Graziella (1852)
- Les visions (1853)
- La Vigne et la Maison (1857)
- Fior d'Aliza (1863)
- Antoniella (1867)

### Театрални произведения
- Médée (escr. en 1813, publ. en 1873)
- Saül (escr. en 1818, publ. en 1861)
- Toussaint Louverture (1850)

## Медали и отличия
- Рицар на кралския орден на Почетния легион, (Кралство Франция – 19.04.1825).
- Командир на ордена Сан Хосе, (Велико херцогство Тоскана, 1569 – 1859).
- Командир на Свещения императорски ангелски константински орден на свети Георги, (Херцогство Парма, 1545 – 1859).
- Член на Френската академия от 05.11.1829 г. (Основана през 1635 г. от кардинал Ришельо).